# 세미하 보로바츠

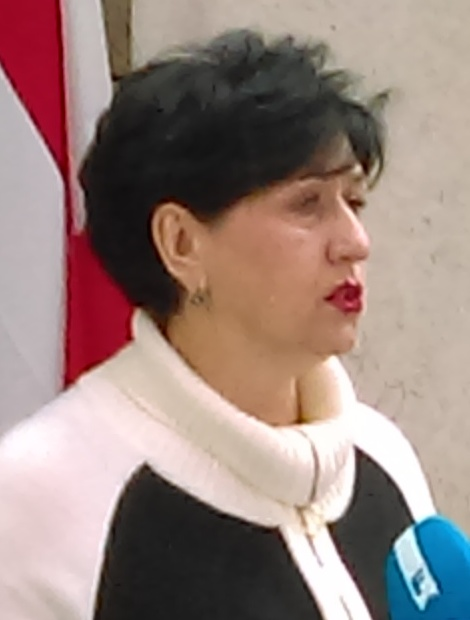

세미하 보로바츠(보스니아어: Semiha Borovac, 1955년 3월 2일 사라예보 ~ )는 보스니아 헤르체고비나의 정치인이다. 소속 정당은 민주행동당이다.
2005년 3월 29일부터 2009년 1월 29일까지 사라예보 시장을 역임했다. 2015년 3월 13일에는 보스니아 헤르체고비나 인권난민부 장관으로 임명되었다.